# Incêndio de ônibus no Cazaquistão em 2018
Em 18 de janeiro de 2018, um ônibus(pt-BR) ou autocarro(pt-PT?) pegou fogo na rodovia Samara-Shymkent no distrito de Yrgyz, na região de Aqtöbe, no Cazaquistão. O incêndio matou 52 passageiros, com cinco pessoas fugindo, incluindo motoristas.
O incêndio ocorreu aproximadamente às 10:30 (UTC+5) enquanto o ônibus transportava trabalhadores migrantes uzbeques para Cazã, na Rússia. Todos os mortos eram uzbeques; os sobreviventes eram passageiros uzbeques e motoristas cazaques. Uma porta lateral estava trancada, impedindo a saída do veículo.
O Uzbequistão despachou funcionários do Ministério das Relações Exteriores e de Emergência para o local e anunciou que repatriariam os corpos dos mortos com evidências de DNA usadas para identificação. O presidente cazaque, Nursultan Nazarbaev, enviou um telegrama de condolências ao presidente uzbeque, Shavkat Mirzioev. Condolências também foram expressas pelos presidentes do Tajiquistão, Geórgia, Azerbaijão, Bielorrússia e Turcomenistão e o Rei Abdullah II da Jordânia.
Mais tarde no dia do incêndio, o Ministério de Investimento e Desenvolvimento do Cazaquistão declarou que o ônibus era um Setra de 29 anos com um certificado técnico de segurança vencido e sem licença para transportar passageiros, mas se recusou a comentar a causa imediata. O Departamento Regional de Situações de Emergência declarou que um defeito elétrico estava sendo tratado como uma teoria inicial. Tanto o Cazaquistão quanto o Uzbequistão iniciaram investigações sobre o incidente. Mirziyoev criou uma comissão especial uzbeque chefiada pelo primeiro-ministro Abdulla Aripov com foco inicial em possíveis violações das regras de trânsito. As autoridades cazaques estabeleceram uma investigação criminal especial.
Em 19 de janeiro, os investigadores emitiram uma declaração com base no depoimento dos sobreviventes, afirmando que uma panela de fogo aberta usada como um dispositivo de aquecimento foi considerada a provável fonte de ignição, já que o ônibus não tinha um aquecedor funcional. O ônibus transportava contêineres de gasolina devido à ausência de postos de gasolina na longa e remota rodovia, um dos quais aparentemente foi abatido perto da chama aberta que resultou no incêndio.
Uma lista preliminar de vítimas divulgada pelo Ministério de Situações de Emergência do Uzbequistão, publicada em 19 de janeiro, listou 29 vítimas identificadas, bem como os dois sobreviventes uzbeques, todos homens da região de Namangan.